# سانغتشو
سانغتشو (بالصينية: 沧州市) هي مدينة من مدن الصين. يبلغ عدد سكانها 7134062 نسمة حسب إحصائيات سنة 2010. يبلغ ارتفاع المدينة عن سطح البحر قرابة 13 متر. تبلغ مساحتها 14383.46 كم².

## المناخ
يظهر الجدول التالي التغييرات المناخية على مدار السنة لسانغتشو:
| البيانات المناخية لـسانغتشو                 | البيانات المناخية لـسانغتشو | البيانات المناخية لـسانغتشو | البيانات المناخية لـسانغتشو | البيانات المناخية لـسانغتشو | البيانات المناخية لـسانغتشو | البيانات المناخية لـسانغتشو | البيانات المناخية لـسانغتشو | البيانات المناخية لـسانغتشو | البيانات المناخية لـسانغتشو | البيانات المناخية لـسانغتشو | البيانات المناخية لـسانغتشو | البيانات المناخية لـسانغتشو | البيانات المناخية لـسانغتشو |
| الشهر                                       | يناير                       | فبراير                      | مارس                        | أبريل                       | مايو                        | يونيو                       | يوليو                       | أغسطس                       | سبتمبر                      | أكتوبر                      | نوفمبر                      | ديسمبر                      | المعدل السنوي               |
| ------------------------------------------- | --------------------------- | --------------------------- | --------------------------- | --------------------------- | --------------------------- | --------------------------- | --------------------------- | --------------------------- | --------------------------- | --------------------------- | --------------------------- | --------------------------- | --------------------------- |
| متوسط درجة الحرارة الكبرى °م (°ف)           | 2.5 (36.5)                  | 5.4 (41.7)                  | 12.3 (54.1)                 | 21.0 (69.8)                 | 26.9 (80.4)                 | 31.1 (88.0)                 | 31.4 (88.5)                 | 30.3 (86.5)                 | 26.6 (79.9)                 | 20.3 (68.5)                 | 11.4 (52.5)                 | 4.2 (39.6)                  | 18.6 (65.5)                 |
| متوسط درجة الحرارة الصغرى °م (°ف)           | −7.1 (19.2)                 | −4.7 (23.5)                 | 1.1 (34.0)                  | 8.7 (47.7)                  | 14.5 (58.1)                 | 19.7 (67.5)                 | 22.4 (72.3)                 | 21.6 (70.9)                 | 16.1 (61.0)                 | 9.4 (48.9)                  | 1.4 (34.5)                  | −4.8 (23.4)                 | 8.2 (46.7)                  |
| الهطول مم (إنش)                             | 3.2 (0.13)                  | 4.2 (0.17)                  | 8.5 (0.33)                  | 19.7 (0.78)                 | 36.6 (1.44)                 | 85.1 (3.35)                 | 219.6 (8.65)                | 139.9 (5.51)                | 48.5 (1.91)                 | 22.4 (0.88)                 | 12.8 (0.50)                 | 4.5 (0.18)                  | 605.0 (23.82)               |
| متوسط أيام هطول الأمطار (≥ 0.1 mm)          | 1.6                         | 2.5                         | 3.1                         | 4.4                         | 5.7                         | 8.6                         | 12.6                        | 9.5                         | 5.8                         | 4.8                         | 3.2                         | 2.1                         | 63.9                        |
| متوسط الرطوبة النسبية (%)                   | 57                          | 54                          | 52                          | 50                          | 54                          | 61                          | 77                          | 77                          | 68                          | 64                          | 62                          | 60                          | 61                          |
| ساعات سطوع الشمس الشهرية                    | 188.8                       | 184.5                       | 229.2                       | 250.7                       | 274.6                       | 261.5                       | 219.8                       | 229.3                       | 235.2                       | 226.6                       | 186.7                       | 175.8                       | 2٬662٫7                     |
| نسبة وصول أشعة الشمس                        | 63                          | 61                          | 62                          | 64                          | 63                          | 59                          | 49                          | 54                          | 63                          | 65                          | 62                          | 60                          | 60                          |
| المصدر: China Meteorological Administration |                             |                             |                             |                             |                             |                             |                             |                             |                             |                             |                             |                             |                             |

## أعلام
- سون يو